# Église Saint-Pregts de Sens
L'église Saint-Pregts est une église catholique située à Sens, dans le département français de l'Yonne au nord de la Bourgogne, en France. Elle est consacrée à saint Priest (saint Preigts, Projectus en latin).

## Localisation
L'église, un peu en retrait de la rue, est située 49 rue du Général de Gaulle à Sens. Elle donne son nom à un quartier de Sens.

## Historique
Lors des invasions normandes, un moine de l’abbaye de Saint-Riquier amène les reliques de saint Pregts à Sens. Une première église Saint-Pregts est fondée près de la Vanne (petite rivière affluent de l'Yonne), près du premier Pont-Bruant (sur la Vanne) à l'extrémité du faubourg, sur le côté est de la route. L'église se trouve alors entre deux bras de la Vanne. Le terrain environnant est occupé par des jardins (courtils) et parcouru par un nombre croissant de petits canaux qui finissent par inonder l'église et le cimetière adjacent. À la fin du XIIIe siècle, ce cimetière est l'un des deux seuls de Sens qui soient autorisés aux juifs (le deuxième étant celui de la rue de la Parcheminerie).
Détruite par un incendie, son curé, A. Jolly, construit en 1736 l’église existant de nos jours au milieu du faubourg à son emplacement actuel, avec une nef voûtée en berceau et un chœur qui s’achève en rotonde. Il installe dans les niches de la façade d’anciennes statues de saint Pregts et de saint Jean-Baptiste. Le cimetière se trouve alors derrière l'église.
A la Révolution, Saint-Pregts est l'une des quatre paroisses proposées à la conservation, sur un total de dix-huit paroisses pour Sens et ses environs immédiats. Les statues dans les niches de la façade sont détruites. Il reste une statue de saint Pregts à l’intérieur de l’église.
Le mobilier inclut un Christ en croix et une peinture de saint Ambroise arrêtant l’empereur Théodose.
La façade et le campanile de l'édifice sont classés au titre des monuments historiques en 1965, le reste de l'église est inscrit la même année.
L'église est restaurée de 2018 à 2019.